# فینال جام باشگاه‌های آسیا ۹۴–۱۹۹۳
فینال جام باشگاه‌های آسیا ۹۴–۱۹۹۳ مسابقه فینال سیزدهمین دوره جام باشگاه‌های آسیا بود که در ۷ ژانویه ۱۹۹۴ برگزار شد. در این دیدار تای‌فارمرز بانک با برتری برابر نادی عمان به مقام قهرمانی دست یافت.

## مسابقه
| تای‌فارمرز بانک | ۲–۱ | نادی |
| -------------- | --- | ---- |
|                |     |      |